# Epigloea
Epigloea Zukal (epiglea) – rodzaj grzybów z rodziny Epigloeaceae. W Polsce występują 3 gatunki.

## Systematyka i nazewnictwo
Pozycja w klasyfikacji według Index Fungorum: Epigloeaceae, Incertae sedis, Incertae sedis, Incertae sedis, Pezizomycotina, Ascomycota, Fungi.
Synonimy nazwy naukowej: Epigloeomyces Cif. & Tomas., Vorarlbergia Grummann.
Nazwa polska według W. Fałtynowicza.

## Gatunki
- Epigloea bactrospora Zukal 1889 – epiglea wąskozarodnikowa
- Epigloea biciliata Döbbeler 1984
- Epigloea filifera Döbbeler 1984
- Epigloea grummannii Döbbeler 1984
- Epigloea intermedia Döbbeler 1984
- Epigloea medioincrassata (Grummann) Döbbeler 1984
- Epigloea pleiospora Döbbeler 1984 – epiglea mchowa
- Epigloea renitens (Grummann) Döbbeler 1984
- Epigloea soleiformis Döbbeler 1984 – epiglea większa
- Epigloea sparrii Aptroot 2003
- Epigloea tortuosa Döbbeler 1984
- Epigloea urosperma Döbbeler 1994

Nazwy naukowe na podstawie Index Fungorum. Nazwy polskie według checklist W. Fałtynowicza.